# Список умерших в 1250 году
В этой статье представлен список известных людей, умерших в 1250 году.
См. также: Категория:Умершие в 1250 году

## Январь
- 1 января — Оддоне ди Монферрато — кардинал-дьякон Сан-Никола-ин-Карчере (1227—1244), кардинал-епископ Порто-Санта Руфина (1244—1250)
- Готфрид II фон Апремонт[нем.] — граф Саарбрюккена (1245—1250), умер в седьмом крестовом походе под Эль-Мансурой

## Февраль
- 2 февраля — Эрик Шепелявый — король Швеции (1222—1250)
- 6 февраля — Жоффруа VI (виконт Шатодёна) — виконт Шатодёна (1218—1250), погиб в седьмом крестовом походе
- 8 февраля:
  - Андре III де Витре — барон де Витре (1211—1250), погиб в бою во время седьмого крестового похода в битве при Эль-Мансуре;
  - Уильям II Лонгеспе — английский рыцарь, командующий английскими войсками в седьмом крестовом походе, погиб в битве при Эль-Мансуре;
  - Фахр ад-Дин Юсуф[нем.] — египетский военачальник, командующий египетской армией и регент Египта (1250), погиб в битве при Эль-Мансуре.
- 9 февраля:
  - Адам III де Мелён, виконт де Мелён, сеньор де Монтрёй-Белле;
  - Роберт I д’Артуа — первый граф Артуа (1237—1250), родоначальник дома д’Артуа, погиб в бою во время седьмого крестового похода в битве при Эль-Мансуре.
- 11 февраля
  - Жан де Роней[нем.] — исполняющий обязанности великого магистра ордена госпитальеров (1244—1250) (на время пленения Гийома де Шатонефа), погиб в бою во время седьмого крестового похода в битве при Эль-Мансуре
  - Соннак, Гийом де — Великий магистр ордена тамплиеров {1247—1250), погиб в бою во время седьмого крестового похода в битве при Эль-Мансуре
- 19 февраля — Алиса из Схарбека — святая Римско-Католической Церкви, почитается как покровительница слепых и парализованных.

## Апрель
- 6 апреля 
  - Ги де Шатопорсьен[нем.] — епископ Суассона (1245—1250), погиб в седьмом крестовом походе
  - Гоше де Шатильон (сеньор де Донзи) — сеньор де Донзи и сеньор де Монмирай (1225—1250), сеньор де Монже и сеньор де Бруани (1226—1250), граф де Мортен (1241—1250), погиб в седьмом крестовом походе в битве при Фарискуре
  - Гуго XI де Лузиньян Коричневый — граф де Пентьевр (по праву жены как Гуго I), граф Ангулема (какк Гуго II) (1246—1250), сеньор де Лузиньян и граф де Ла Марш (как Гуго VI) (1249—1250), погиб в седьмом крестовом походе в битве при Фарискуре

## Май
- 2 мая — Аль-Муаззам Туран-шах — айюбидский эмир Хисн Кайфы (1239—1249), султан Египта и эмир Дамаска (1249—1250), убит во время мятежа мамлюков.
- 29 мая — Роберт Лексингтонский[англ.] — главный судья Верховного суда Англии (1236—1244)

## Июнь
- 7 июня — Вислав I — князь Рюгена (1221—1250).
- 13 июня — Дункан, гэльско-шотландский аристократ, мормэр (граф Каррика) (ок. 1186—1250).
- 18 июня — Тереза Португальская (71) — королева-консорт Леона (1191—1194), жена Альфонсо IX.
- 22 июня — Райньеро Капоччи — Кардинал-дьякон Санта-Мария-ин-Космедин (1216—1250).
- 28 июня — Джованни Паренти[англ.] — первый генеральный министр ордена францисканцев (1227—1232)

## Июль
- 6 июля — Пьер I Моклерк де Дрё — герцог Бретонский (1213—1237), граф Пентьевр (1230—1237), граф Ричмонд (1219—1235), родоначальник Бретонской ветви Дома де Дрё. Умер, возвращаясь из седьмого крестового похода
- 25 июля — Гумберт V де Божё — коннетабль Франции (1240—1250), умер в седьмом крестовом походе

## Август
- 4 августа — Гертруда фон Бабенберг — княгиня-консорт Чехии (1240—1250), жена Владислава II
- 10 августа — Эрик IV Плужный Грош — король Дании (1241—`1250) с 1232 года соправитель отца, герцог Шлезвига (1216—1232), убит.

## Сентябрь
- 1 сентября — Уильям де Рэйли[англ.] — епископ Ковентри и Личфилда (1239), епископ Норвича (1239—1242), епископ Уинчестера (1242—1250)
- 25 сентября — Евфросиния Суздальская — православная святая.
- Мария де Понтье, графиня Понтье по праву рождения (1221—1250).

## Октябрь
- 4 октября — Герман Баденский — маркграф Бадена (как ГенрихVI) (1243—1250), герцог Австрии (1248—1250)
- 12 октября — Ричард Венден[англ.] — епископ Рочестера (1235—1250).
- 23 октября — Елисей Лавришевский, основатель и первый настоятель Лавришевского монастыря близ города Новогрудка в Белоруссии.

## Декабрь
- 13 декабря — Фридрих II Штауфен (55) — король Сицилии (1197—1212, 1217—1250), герцог Швабии (1212—1217), король Германии (1212—1250), император Священной Римской империи (1220—1250).
- 18 декабря — Юэль де Матефелон, французский религиозный деятель, архиепископ Тура (1229—1244), архиепископ Реймса (1244–1249), богослов.

## Дата неизвестна или требует уточнения
- Аваг, армянский князь на службе Грузинского царства.
- Амата Ассизская[англ.] — святая римско-католической церкви. Дата смерти предположительна.
- Вардан Айгекци — армянский баснописец и проповедник.
- Джунта Пизано, итальянский художник.
- Жоффрей де Турвилль[англ.] — лорд-казначей Ирландии (1235—1250), лорд-канцлер Ирландии (1237)
- Евангелист и Перегрин Веронские — святые римско-католической церкви[1].
- Зюскинд из Тримберга — немецкий миннезингер еврейского происхождения.
- Исаак бен-Моисей из Вены, богемский галахист, автор обширного ритуального кодекса «Ор Заруа» (1260), занимавшего первое место среди ритуальных произведений немецких евреев до появления «Турим».
- Джованни Коданьелло, итальянский хронист, нотариус из Пьяченцы.
- Людольф Ратцебургский[англ.] — князь-епископ Ратцебурга (1236—1250), святой римско-католической церкви.
- Матвей Нинослав — бан Боснии (1232—1250).
- Панджи Тохджайя, третий король Сингасари (1248—1250).
- Петр Губбианский — святой римско-католической церкви[2].
- Рауль II[англ.] — сеньор Куси (1241—1250), умер в седьмом крестовом походе
- ас-Салих, Исмаил[англ.] — айюбидский султан Дамаска (1237, 1239—1245)
- Сулейман ибн Айюб[нем.] — айюбидский эмир Йемена.
- Ульрих фон Тюргейм, немецкий поэт.
- Фибоначчи — первый крупный математик средневековой Европы. Дата смерти предположительна.
- Шиги-Хутуху, монгольский военачальник, сводный брат Чингисхана.
- Штрикер, псевдоним средневерхненемецкого поэта, о котором известно только то, что он жил в Австрии около 1240 года, а родом был, вероятно, из Саксонии.
- Энгельберт I фон Исенберг[нем.] — епископ Оснабрюка (1224—1226, 1239—1250)